# Leonardo Corona
Pour les articles homonymes, voir Corona.
Leonardo Corona (Murano, 1561 - Venise, 1605) est un peintre italien baroque de l'école vénitienne qui a été actif à Venise à la fin du XVIe et du début du XVIIe siècle.

## Biographie
Il aurait été un élève du Titien, et complété certaines de ses toiles après la mort du maître.
Sante Peranda et Baldassarre d'Anna ont été élèves de Leonardo Corona.

## Œuvres
- Annonciation, Basilique de San Zanipolo, Venise.
- Assomption, église de santo Stefano, Venise
- Saint Jérôme
- Immaculée Conception avec Adam et Eve et deux saints
- Adoration des mages